# Renato Vugrinec
Renato Vugrinec, né le 9 juin 1975 à Videm pri Ptuju en Yougoslavie, est un handballeur slovène puis macédonien évoluant au poste d'arrière droit. 
Il fait partie des joueurs historiques de l'équipe nationale Slovénie, étant notamment vice-champion d'Europe en 2004. Après avoir obtenu en 2013, à plus de 38 ans, la nationalité macédonienne, il a terminé, avec l'équipe nationale de Macédoine à la 9e place du Championnat du monde 2015.

## Biographie

### Parcours en club
Ayant grandi à Videm pri Ptuju en Yougoslavie, Vugrinec commence le handball dans la ville voisine de Ptuj : il reste ainsi au MRK Drava Ptuj jusqu'en 1997 où il rejoint le club slovène du RK Celje. À cette époque, Celje domine largement le handball slovène et figure parmi les meilleurs clubs européens. Atteignant à plusieurs reprises la finale de la Ligue des champions, il remporte d'ailleurs cette compétition en 2004. Vugrinec a ainsi eu un rôle prépondérant dans la victoire finale puisqu'il a terminé 2e meilleur buteur de la compétition avec 74 buts derrière son coéquipier Siarhei Rutenka, marquant lui-même à 10 reprises lors des deux matchs de la finale.
Après ce succès, Celje a vendu plusieurs de ces joueurs stars et Vugrinec rejoint alors le club allemand du SC Magdebourg pour deux saisons. En 2006, il prend ensuite la direction du club espagnol SDC San Antonio. En proie à d'importants problèmes financiers, il doit quitter le club en 2009 et retrouve son club de cœur, le RK Celje. Toutefois, le club slovène rencontre également des problèmes financiers et il doit alors quitter le club après la trêve internationale de 2011, commençant une période instable : ainsi, après avoir rejoint en février 2011 le club qatari de Al-Sadd SC, il retrouve l'Allemagne en 2011 au HSV Hambourg, puis commence la saison 2012–2013 dans le club slovène du RK Maribor Branik avant de signer dès le mois de septembre pour le club macédonien du RK Metalurg Skopje.

### En équipe nationales
Sélectionné en équipe nationale de Slovénie entre 1996 et 2010, Vugrinec est figure dans le top 5 du nombre de sélections et de buts marqués (187 sélections pour 616 buts marqués). Participant à plusieurs championnats d'Europe et du monde ainsi qu'aux Jeux olympiques en 2000 et 2004, sa meilleure performance est la médaille d'argent remportée lors du Championnat de d'Europe 2004 disputé en Slovénie.
Fin 2013, à plus de 38 ans, il obtient la nationalité macédonienne. Si la fédération macédonienne de handball espère le voir évoluer avec l'équipe nationale pour l'Euro 2014, la Fédération européenne de handball refuse la participation de Vugrinec du fait qu'il n'a pas vécu deux années consécutives dans son pays d'adoption. Le 7 juin 2014, Vugrinec fait ses débuts face à la Grèce lors d'un match de qualification pour le Championnat du monde 2015. Il a également participé au Championnat du monde 2015, terminé à la 9e place.

## Palmarès

### En club
Compétitions internationales
- Ligue des champions (1) : 2004

Compétitions nationales
- Championnat de Slovénie (8) : 1998, 1999, 2000, 2001, 2002, 2003, 2004 et 2005
- Coupe de Slovénie (5) : 1998, 1999, 000, 2001 et 2004
- Coupe de Macédoine (1) : 2013
- Championnat de Macédoine (1) : 2014

### En équipe nationales
Sauf précision, les compétitions ont été réalisées sous le maillot de la Slovénie
Championnats d'Europe
- Médaille d'argent au Championnat d'Europe 2004 en Slovénie
- 5e place au Championnat d'Europe 2000
- 8e place au Championnat d'Europe 2006
- 11e place au Championnat d'Europe 1996
- 11e place au Championnat d'Europe 2010
- 12e place au Championnat d'Europe 2002

Championnats du monde
- 11e place au Championnat du monde 2003
- 17e place au Championnat du monde 2001
- 18e place au Championnat du monde 1995
- 9e place au Championnat du monde 2015 avec  Macédoine.

Jeux olympiques
- 8e place aux Jeux olympiques de 2000 à Sydney
- 11e place aux Jeux olympiques de 2004 à Athènes